# Сретенское благочиние

Сретенское благочиние (Сретенский благочиннический округ) — благочиние Московской епархии Русской православной церкви. Объединяет храмы на территории Мещанского района Центрального административного округа Москвы, а также Сретенский и Богородице-Рождественский монастыри.
Благочинный округа — протоиерей Олег Клемышев.

## Храмы
- Храм Софии Премудрости Божией у Пушечного двора
  - Храм Покрова Пресвятой Богородицы при ФСБ России (домовый, приписной)
  - Часовня Георгия Победоносца при ГУБОП МВД РФ города Москва
- Храм святителя Николая Мирликийского в Звонарях
  - Часовня Богоявления Господня (приписная)
- Храм Успения Пресвятой Богородицы в Печатниках
  - Храм Трёх святителей при Классической гимназии Греко-Латинского кабинета Ю. А. Шичалина (домовый, приписной)
- Храм Сретения Господня при театре «Школа драматического искусства» (домовый, приписной к Высокопетровскому монастырю)
- Храм Троицы Живоначальной в Листах
- Храм Собора Дивеевских Святых
- Храм Троицы Живоначальной при Шереметевом странноприимном доме (ныне НИИ скорой помощи им. Н. В. Склифосовского) (домовый)
- Храм Воскресения Христова при Шереметевом странноприимном доме (ныне НИИ скорой помощи им. Н. В. Склифосовского) (домовый)
- Храм Троицы Живоначальной в Троицкой слободе
  - Храм святителей Московских в Троицкой слободе (домовый, приписной)
- Храм Иверской иконы Божией Матери при Восточно-Европейской нефтяной компании (домовый, приписной к Донскому монастырю)
- Храм святителя Филиппа Московского в Мещанской слободе
  - Часовня святителя Иннокентия Иркутского и преподобных Сибирских святых в Мещанской слободе (приписная)
- Храм иконы Божией Матери «Всех Скорбящих Радость» при Старой Екатерининской больнице (ныне больница МОНИКИ)
- Храм Сошествия Святого Духа на бывшем Лазаревском кладбище
- Храм иконы Божией Матери «Знамение» в Переяславской слободе
  - Храм священномученика Александра Хотовицкого в Переяславской слободе (крестильный)
  - Храм мученика Трифона в Напрудном (приписной)
- Часовня благоверного князя Александра Невского и мученика Иоанна Воина на территории Екатерининского парка
- Часовня Честного и Животворящего Креста Господня при Рижском вокзале (приписная к храму преподобного Иосифа Волоцкого)
- Часовня Владимирской иконы Божией Матери на бывшем Лазаревском кладбище

## Монастыри
1. Высокопетровский мужской монастырь
2. Рождественский женский монастырь
3. Сретенский мужской монастырь